# Bandvävning

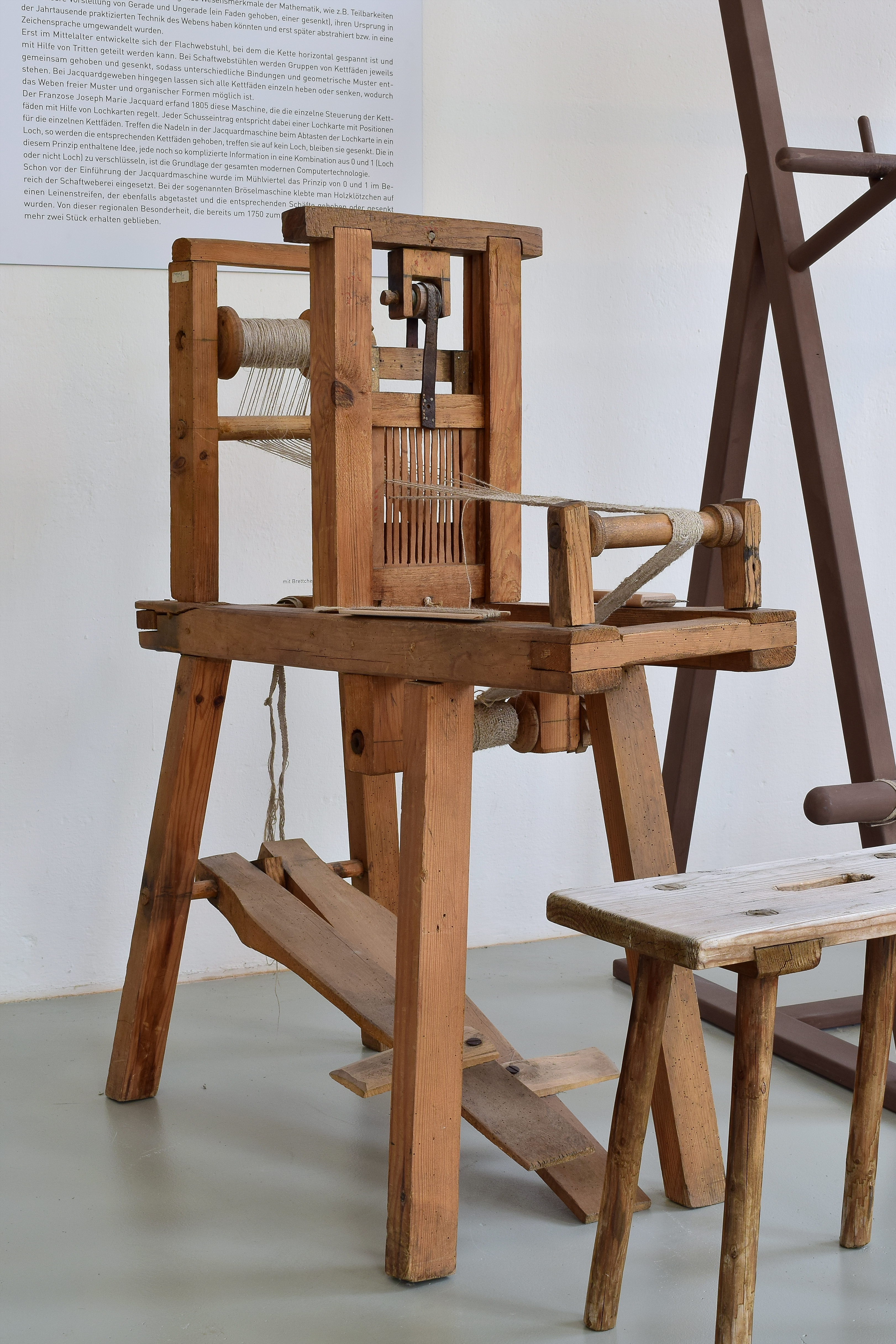
Bandvävstol

Bandvävning är ett samlingsnamn för att väva band. Till detta används oftast för ändamålet speciellt utformade redskap: bandgrind, brickor och bandvävstol. Band kan även konstrueras utan vävning genom flätning, ibland med stickor, av olika slag, bland annat genom språngning.
Tekniken är densamma som för "vanlig" vävning. Genom skälbildning (höjning och sänkning av bandgrinden alternativt vridning av brickorna) och trädningen kan man väva tuskaft, kypert och rips.
Bland de förhistoriska mönster som påträffats finns sexuddiga stjärnor, romber, hjärtan, krabbor och trekanter med taggar.
Numera sker bandvävning till stor del mekaniskt, mekaniska bandvävstolar har funnit nästan lika länge som mekaniska vävstolar, mekaniska anordningar för bandvävnad fanns i Alingsås 1747 och beskrevs av Carl von Linné i hans Wästgöta resa.